# Cyclommatus dehaani
Cyclommatus dehaani is een keversoort uit de familie vliegende herten (Lucanidae). De wetenschappelijke naam van de soort is voor het eerst geldig gepubliceerd in 1842 door Westwood.